# Свинг (бокс)
Свинг (от англ. swing «качели») — боковой удар в боксе с дальнего расстояния. В основном применяется в английском боксе. Широко применялся в 1940-1950-х годах. В современном боксе мало распространён, но остаются боксёры, которые активно его используют. В СССР с 1940-х гг.  в рамках кампании по борьбе с «низкопоклонством перед Западом» стали переводить английские названия ударов (хук стал «боковым», джеб — «прямым», кросс — «прямым через руку»), как перевести «свинг» никто не знал, поэтому этот удар был попросту исключён из методичек и из арсенала советской школы бокса. Это однако не означает, что советские боксёры перестали им пользоваться, но если и пользовались, то советские комментаторы называли это «размашистым» ударом.
Свинг является самым мощным ударом в боксе ввиду того, что при ударе наиболее полно включаются толчок ногой и разворот корпуса. Однако длительный разгон руки, дающий удару силу, приводит к тому, что удар требует больше времени на исполнение, чем, например, хук, и поэтому противник может быстро среагировать и ответить контрударом. Именно за это его иногда называют «ударом на добивание»: он хорошо работает на противнике, измотанном схваткой или в состоянии нокдауна, — в этом случае боксер имеет достаточно времени на замах, и свинг является гарантией того, что противник отправится в нокаут. Свинг используют, например, Геннадий Головкин, Рикардо Майорга, Деонтей Уайлдер.
В зависимости от руки, которой выполняется удар, и направления удара различают 3 вида свинга:
- свинг правой в лицо и корпус;
- свинг левой в лицо и корпус;
- свинг левой в корпус с уклоном.

Кроме того, в зависимости от того расположения кулака боксёра во время удара, различают:
- английский свинг: положение костяшек пальцев горизонтально
- американский свинг: положение костяшек пальцев вертикально

Левер-панч («удар ломом») — состоит из двух быстро следующих друг за другом свингов левой рукой в голову. Коронный приём Питера Джексона (англ. Peter Jackson, чемпион Австралии тяжёлого веса 1886–1892). Питер Джексон проводил левер-панч следующим образом: твердо укрепившись на ногах, он вначале с намеренным промахом посылал свинг левой в голову и, когда противник, в ожидании удара с другой руки, раскрывал защиту правой стороны головы, Джексон немедленно повторял этот же удар, но уже направлял его точно и с полной силой. Ошеломленный им противник обычно терялся в защите и становился удобной мишенью для следующего сильного удара Джексона с правой руки.

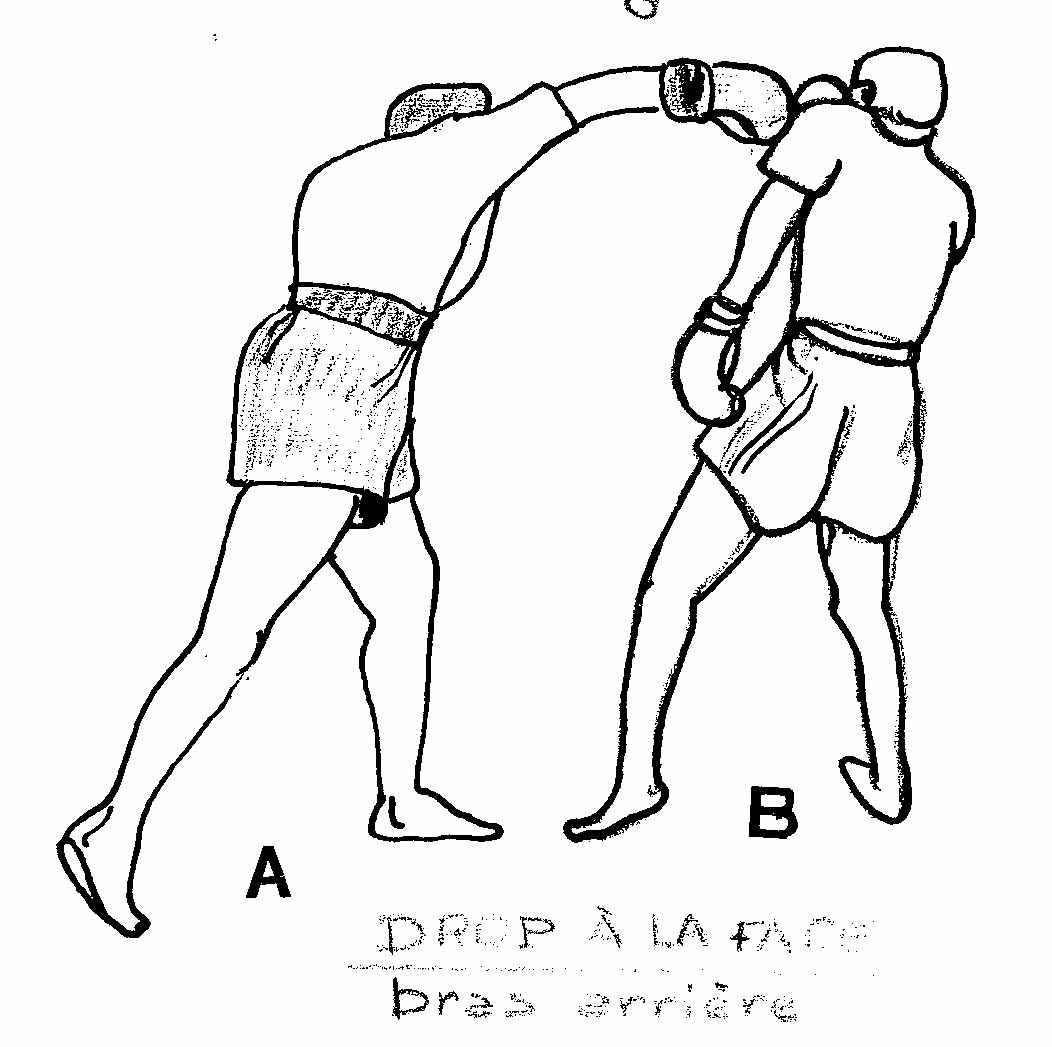
свинг в атаке
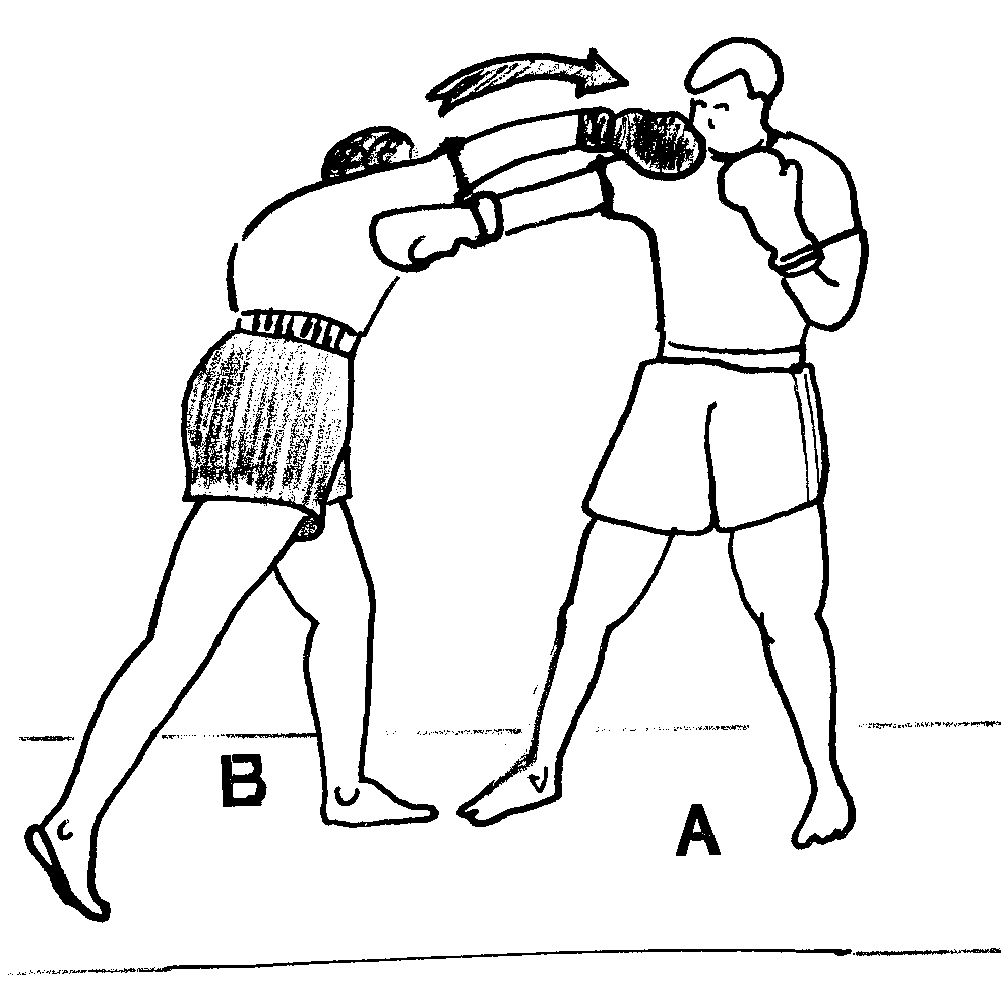
свинг в контратаке
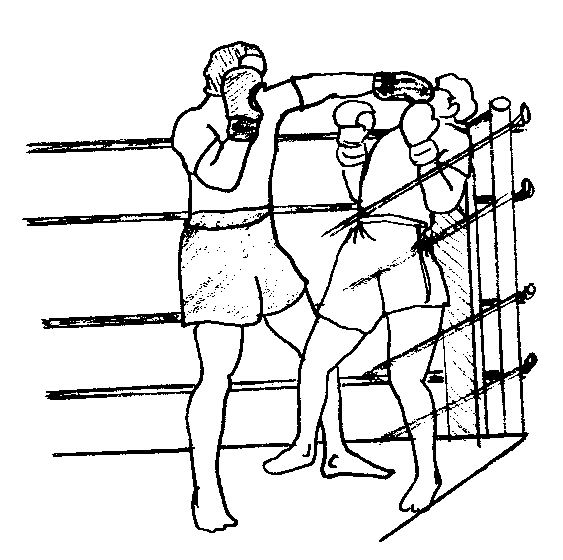
свинг в атаке в углу ринга